# 丹妮拉·格茨
丹妮拉·格茨（德語：Daniela Götz，1987年12月23日—），德国女子游泳运动员。她曾代表德国参加2004年和2008年夏季奥林匹克运动会游泳比赛，其中2004年奥运会获得一枚铜牌。